# Clash: Artifacts of Chaos
Clash: Artifacts of Chaos est un jeu vidéo d'action-aventure développé par ACE Team et publié par Nacon. Le jeu est le troisième volet de la série Zeno Clash et est sorti le 9 mars 2023 sur Microsoft Windows, PlayStation 4, PlayStation 5, Xbox One et Xbox Series.

## Histoire
L'histoire de Clash : Artifacts of Chaos se déroule à Zenozoik, le décor fantastique de Zeno Clash et Zeno Clash 2. Le protagoniste est un artiste martial nommé Pseudo qui devient le garde du corps de "Boy", une petite créature aux pouvoirs de guérison souhaitée par le tyran Gémeaux et ses hommes de main. 

## Système de jeu
Comme les précédents jeux de la série, le gameplay de Clash : Artifacts of Chaos est centré sur le combat au corps à corps. Alors que ses deux prédécesseurs utilisaient exclusivement la vue à la première personne lors des séquences de jeu, ce troisième opus se joue principalement en perspective à la troisième personne. La première personne est limitée à de brèves séquences qui peuvent conduire à l'exécution d'attaques de finition.
Les combats contre les ennemis peuvent être précédés d'un tour du Rituel, un jeu de dés qui accorde un avantage tactique au vainqueur parmi une gamme d'options, comme un allié supplémentaire ou un nuage de brouillard opaque uniquement pour l'adversaire. 
Pour la première fois, le jeu propose un système de personnalisation des personnages comprenant des attributs à augmenter lors de l'amélioration du personnage et des positions de combat à débloquer, comme la position Spear qui accorde des attaques à longue portée. 
Une autre innovation de la série est la conception du monde en forme de labyrinthe. Au lieu de cartes divisées par des écrans de chargement, Clash : Artifacts of Chaos se déroule dans un monde semi ouvert inspiré de Bloodborne. 

## Développement
Le jeu a été annoncé lors de la conférence de presse en ligne Nacon Connect en juillet 2021 avec une sortie initialement prévue pour juin 2022,  mais a été reportée à novembre 2022, puis au 9 mars 2023. 
Clash : Artifacts of Chaos utilise un filtre de rendu hachuré unique qui lui donne un style de crayon peint à la main. 
Après une première collaboration avec ACE Team sur The Eternal Cylinder, l'écrivain de The Talos Principle Jonas Kyratzes a été impliqué dans le développement de Clash : Artifacts of Chaos. 
Une démo gratuite a été distribuée au Steam Next Fest d'octobre 2022. 